# Arroyo Cibolo
El arroyo Cibolo (en inglés Cibolo Creek) es un pequeño y a veces caudaloso arroyo situado al sureste del estado de Texas (Estados Unidos), que recorre unas 96 millas (154 km) entre la fuente de su nacimiento en "Turkey Knob" (en la región de Texas Hill), cerca de Boerne pasando por los condados de Kendall, Bandera, Bexar y Karnes. Finalmente confluye con el río San Antonio en el Karnes county. El arroyo sirve como afluente del río San Antonio y forma el límite oriental de su cuenca.
El arroyo se utiliza tanto para fines recreativos como políticos, pues sirve de límite oriental del Bexar county. Una amplia variedad de peces y otros animales salvajes se sabe que ocupan las aguas, y varios parques se han establecido a lo largo de sus orillas, incluyendo los "Cibolo Nature Center", "Boerne City Park" y "Jackson Nature Center". Además, numerosos asentamientos humanos se han fundado en el arroyo, como Boerne, Fair Oaks Ranch, San Antonio, Bulverde,  Bracken, Selma, Schertz, Universal City, Cibolo, Zuehl, New Berlin, La Vernia, Cestohowa, Kosciusko, Sutherland Springs y Panna Maria.

## Curso
El "Cibolo Creek" nace en la región de "Texas Hill" al noreste de Boerne en el Kendall county. Cada segundo, aproximadamente 30 pies cúbicos (850 litros) de agua pasan a través de su viaje al sudeste del río San Antonio. Se ha considerado como una corriente de agua "escénica" y "pintoresca", especialmente en la parte alta, donde los  constantes flujos viajan a través de profundos cañones y pisos rocosos para formar cascadas. Justo antes de su entrada en Boerne, la corriente está represada para formar el "Boerne City Lake", que abastece de agua potable a los residentes de la ciudad. En Boerne, el arroyo fluye a través del centro de la ciudad antes de llegar al "Cibolo Nature Center" (Centro de la naturaleza Cibolo), que destaca por sus orillas bordeadas de árboles de cipreses calvos. Al este del centro de la naturaleza, empiezan los "Cibolo Canyonlands", con los cañones más profundos y recarga directa de aguas subterráneas. Parte de esta zona está protegida por la Universidad de Texas en San Antonio con fines de investigación medioambiental.
Más abajo, el arroyo pasa por Fair Oaks Ranch y Bulverde. El flujo constante de agua comienza a disiparse en ciertas áreas a medida que se acerca a Camp Bullis en la parte norte de San Antonio, dejando manchas secas que revelan un fondo rocoso. Tales parches secos continúan mientras se dirige al este, formando la frontera entre los condados de Bexar y Comal. Flujos constantes se producen en el límite entre los condados de Bexar y Guadalupe, atravesando la Randolph Air Force Base.
En su curso inferior, el terreno es más llano y menos rocoso, y crecen los robles, mezquites y enebros. Ya que serpentea a través de los condados de  Wilson y Karnes, pasando Zuehl, New Berlin, La Vernia, Sutherland Springs, y Cestohowa, el "Cibolo Creek" se une con el río San Antonio, cerca de la ciudad fantasma de Helena.
Algunas vistas del "Cibolo Creek".

Detalles
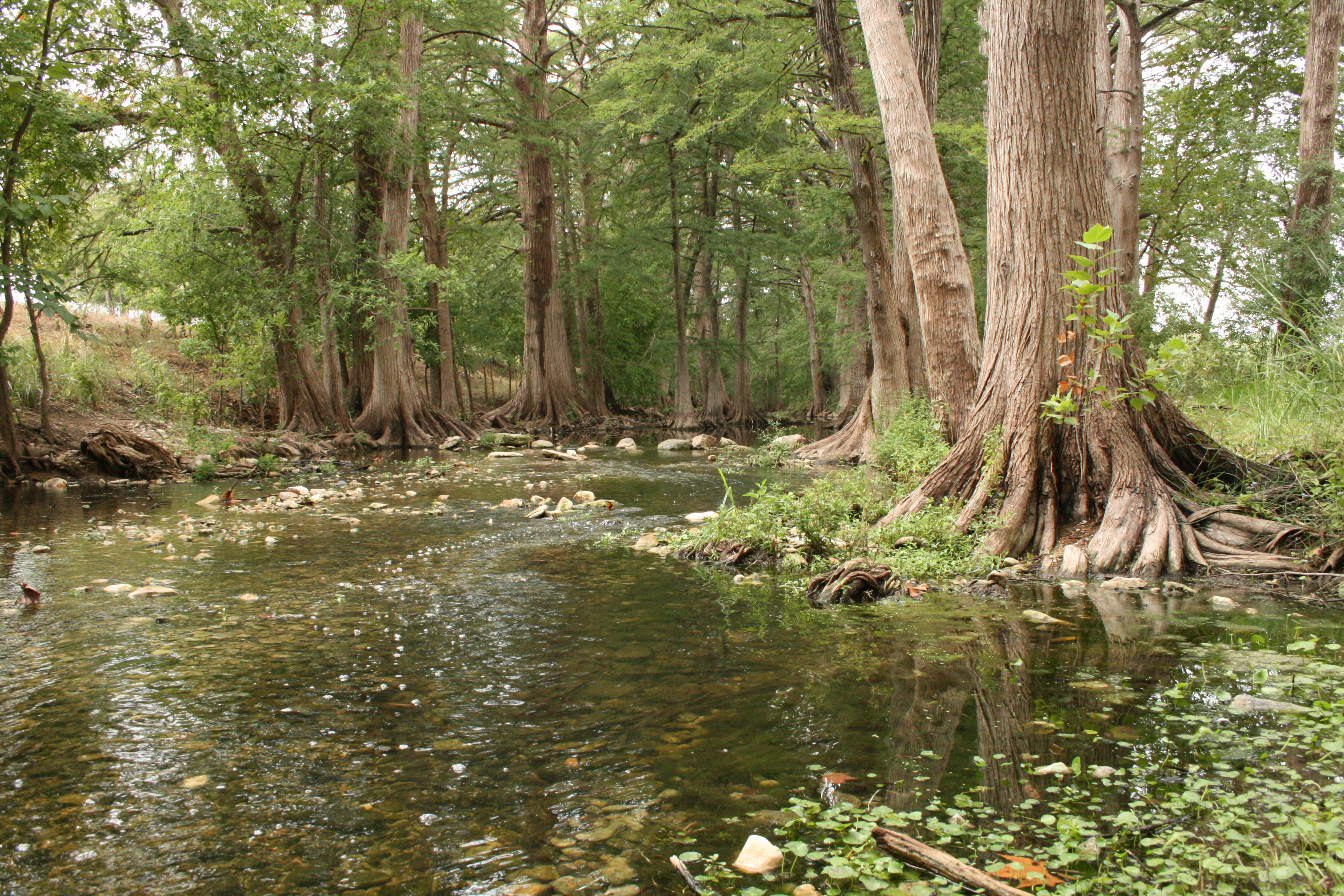
El "Cibolo Creek" en el "Cibolo Nature Center".
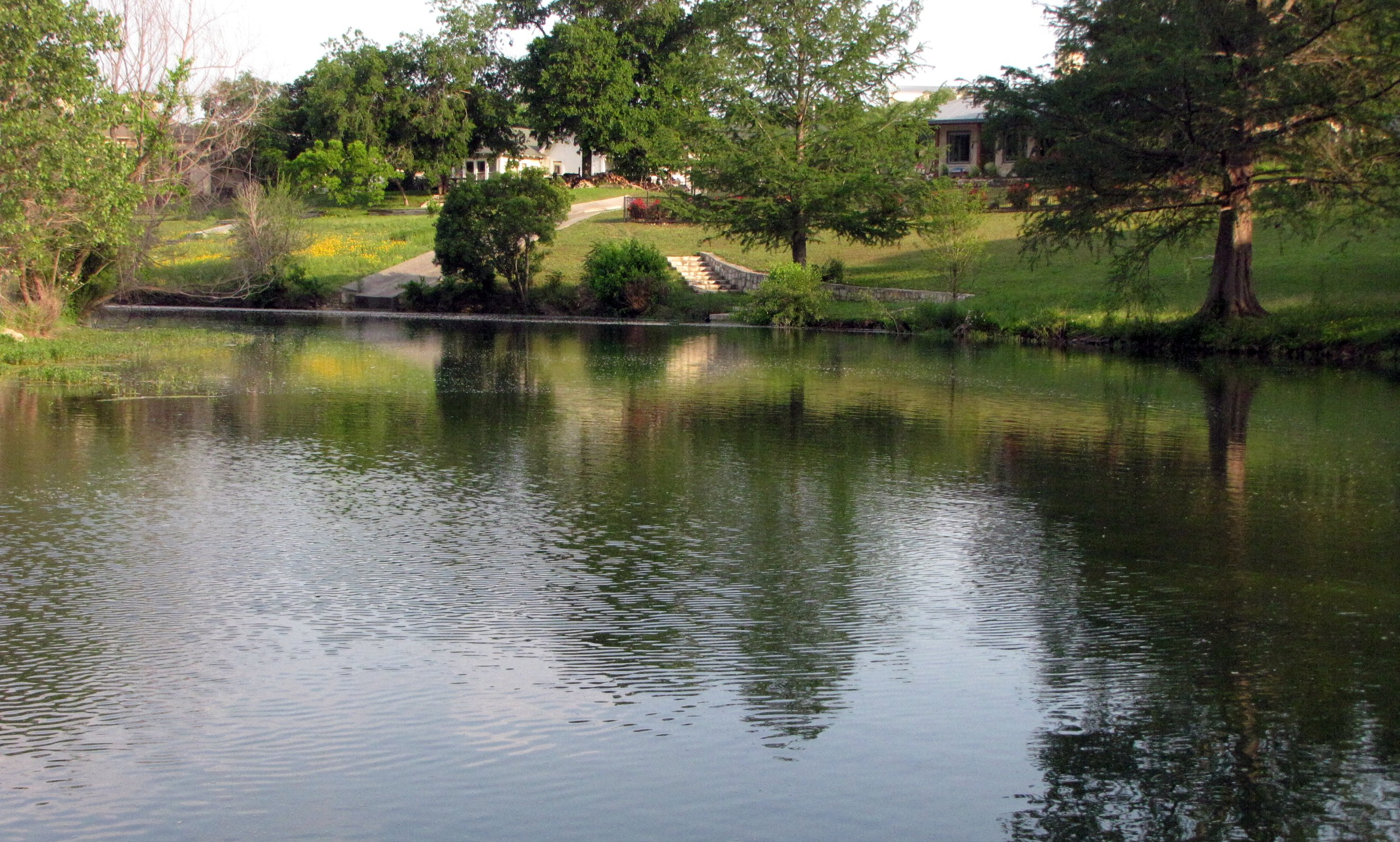
El "Cibolo Creek" en Boerne.
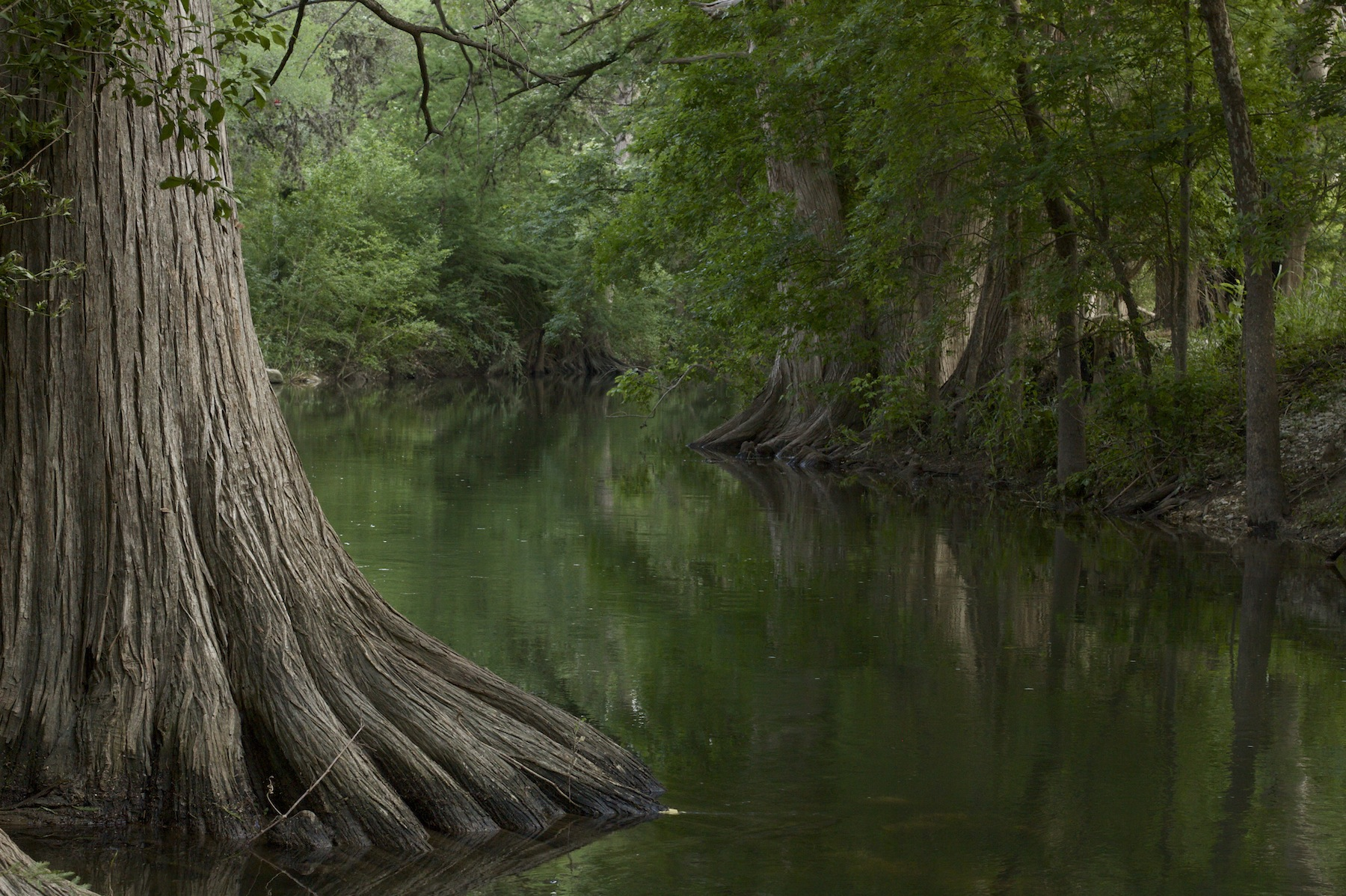
Vegetación en los márgenes del "Cibolo Creek".
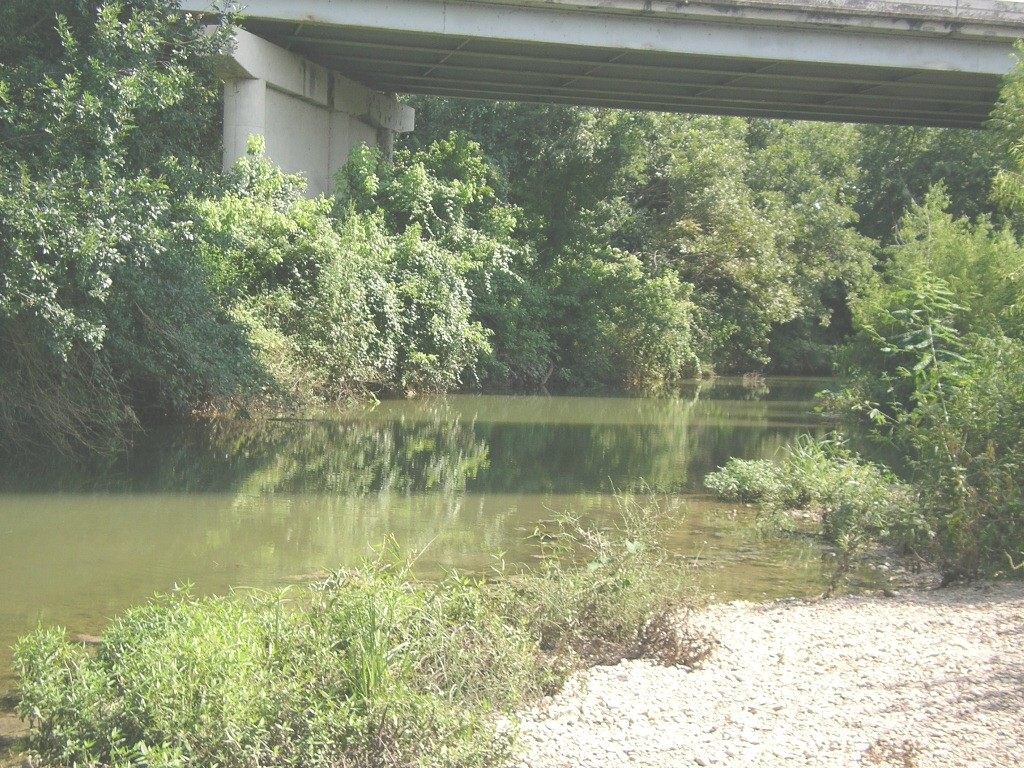
"Cibolo Creek" en IH-10 cerca de Zuehl (Texas).

## Cuenca
La cuenca de drenaje de "Cibolo Creek" se encuentra en la parte baja de la formación cretácica denominada Glen Rose Formation a lo largo del límite del sudeste de la Edwards Plateau. Muchos manantiales ubicados en la parte alta y media de la cuenca se involucran en formaciones Kársticas en la roca caliza prevalente bajo la superficie, formando cuevas tales como las Cascade Caverns y Natural Bridge Caverns. Un intercambio se produce entre el arroyo y estos numerosos manantiales subterráneos que sirven de para recargar el sistema acuífero Edwards-Trinidad. Este sistema proporciona agua potable para millones de personas en el área circundante. Cerca de la zona de recarga, distributarios del arroyo han tallado cañones profundos en el paisaje de las colinas de Texas, formando lo que se conoce como el "Cibolo Canyonlands". El Centro de la Naturaleza Cibolo reclama 1.300 acres (5,3 km²; 2,0 millas cuadradas) de la cuenca, para proteger la calidad del agua de los peligros del rápido desarrollo y crecimiento de la población.
Varias corrientes sirven como distributarios y afluentes de Cibolo Creek, y se incluyen en la cuenca. Balcones Creek, una larga corriente de 13 millas (21 km) que surge en Bandera County y actúa como el límite entre los condados de Bexar y Kendall, es un afluente principal de Cibolo Creek que converge en la reunión de los condados de Bexar, Kendall y Bandera. Tributaries in the lower watershed include Martinez Creek, una larga corriente de 16 millas (26 km) con árboles Mezquite creciendo en lecho de arcilla y limo arenoso, situado cerca de Windcrest en el este del Condado de Bexar; y Santa Clara Creek, de 19.5 millas (31.4 km)  de longitud y Elm Creek, de 14 millas (23 km) de longitud, ambos arroyos en el condado de Guadalupe, cerca de New Berlin que sustenta coníferass lo largo de sus orillas.

## Clima
El clima en esta zona se caracteriza por veranos calientes, húmedos y generalmente de leves a fríos inviernos. De acuerdo con el sistema de Clasificación climática de Köppen, Cibolo Creek tiene una clima subtropical húmedo, abreviado "Cfa" en los mapas del clima.